# Boeun-gun
Boeun är en  landskommun i den sydkoreanska provinsen Norra Chungcheong. Folkmängden var 32 912 invånare i slutet av 2020.
Administrativ huvudort är köpingen Boeun-eup med 15 143 invånare. Resten av kommunen är indelad i tio socknar:
Hoein-myeon,
Hoenam-myeon,
Jangan-myeon,
Maro-myeon,
Naebuk-myeon,
Samseung-myeon,
Sanoe-myeon,
Songnisan-myeon,
Suhan-myeon och
Tanbu-myeon.